# Hermann Franzius
Hermann Nikolaus Franzius (* 24. September 1831 in Jemgum; † September 1911 in Döhren (Hannover)) war ein preußischer Verwaltungsbeamter.

## Leben
Hermann Franzius studierte an der Universität Göttingen und der Ruprecht-Karls-Universität Heidelberg Rechtswissenschaften. 1852 wurde er Mitglied des Corps Saxonia Göttingen. Im gleichen Jahr schloss er sich auch noch dem Corps Saxo-Borussia Heidelberg an. Nach dem Referendariat war er Assessor bei verschiedenen preußischen und hannoverschen Ämtern und Gerichten. Zuletzt Amtshauptmann in Osten wurde er 1880 Kreishauptmann des Landkreises Osterholz und mit der Einführung der Kreisordnung für die Provinz Hannover vom 6. 5. 1884 am 1. April 1885 Landrat des neu gegliederten Landkreises Osterholz. Das Amt hatte er bis zu seiner Pensionierung 1902 inne.
1891 wurde Franzius zum Geheimen Regierungsrat ernannt. Im Ruhestand lebte er in Döhren bei Hannover.